# Pietro De Negri
Pietro De Negri, detto il Canaro della Magliana (in romanesco: er Canaro; Calasetta, 28 settembre 1956), è un criminale italiano. Deve il soprannome alla sua attività di tolettatore di cani in via della Magliana 253L, nella zona popolare della Magliana a Roma, nel quartiere Portuense. Salì alla ribalta per il brutale omicidio dell'ex pugile dilettante Giancarlo Ricci nel 1988. Il fatto, rinominato il "delitto del Canaro", colpì per la sua particolare efferatezza, poiché la vittima, a quanto dichiarò l'assassino, sarebbe stata torturata a lungo e mutilata a più riprese, prima di essere finita, anche se in seguito l'autopsia smentì questa versione.

## Vicenda

### Ricostruzione di De Negri
(Pietro De Negri agli inquirenti durante l'interrogatorio seguito al suo arresto)
Originario della Sardegna, cocainomane e pregiudicato, De Negri fu complice di Ricci in una rapina che aveva portato al suo solo arresto mentre il pugile, lontano da ogni accusa, aveva dilapidato il bottino. Continuamente sottoposto ad angherie dall'ex socio, che gli forniva la droga e gli imponeva il pagamento di tangenti a suon di minacce e percosse, il Canaro aveva subìto le prepotenze di Ricci sin da quando questi gli aveva rubato uno stereo, pretendendo poi duecentomila lire per la restituzione.
Il 18 febbraio 1988 De Negri attirò Ricci nel proprio negozio con la scusa di rapinare uno spacciatore di cocaina che li attendeva; lo convinse poi a nascondersi in una gabbia per cani, apparentemente in esecuzione del piano, ma in realtà per chiuderlo dentro. A partire dalle 15:00 De Negri, che aveva assunto droga, seviziò per sette ore la sua vittima. Dapprima gli incendiò il volto con della benzina, quindi lo stordì con una bastonata. Stando alla versione di De Negri, dopo aver alzato il volume dello stereo al massimo per coprire le grida, forte del fatto che notoriamente così faceva abitualmente per ascoltare musica, estrasse Ricci dalla gabbia e lo legò a un tavolo, amputandogli pollici e indici d'entrambe le mani con delle tronchesi. Cauterizzate le ferite bruciandole con della benzina, di modo che la vittima non morisse troppo in fretta per dissanguamento, De Negri iniziò a schernire Ricci, nel frattempo rinvenuto, e intorno alle 16:00 si concesse anche il tempo di andare a riprendere la figlia a scuola per condurla a casa da sua madre.
All'apice della tortura, sempre secondo la versione dell'omicida, mutilò l'ex pugile di naso, orecchie e, infine, della lingua e dei genitali. Poi introdusse le parti amputate nella bocca di Ricci aiutandosi con una tenaglia e provocandone la morte per asfissia. S'accanì poi sul cadavere, rompendogli i denti a martellate, infilandogli le dita recise nell'ano e negli occhi, aprendogli infine la scatola cranica per lavargli il cervello con lo shampoo per cani. Questa ricostruzione fu smentita dall'autopsia: le mutilazioni erano state inferte post-mortem. Intorno alle 22:00, De Negri si sbarazzò del corpo. Dopo averlo legato e avvolto in un sacco di plastica, lo trasportò in auto sino alla discarica di via Belluzzo nel Portuense, dove lo cosparse di benzina e lo incendiò, preoccupandosi di lasciare intatti i polpastrelli per l'identificazione.

### Indagini e processo
Il corpo di Giancarlo Ricci fu scoperto intorno alle 8:30 del mattino seguente da un uomo che portava il suo cavallo al pascolo. Sulle prime, le indagini imboccarono la pista del regolamento di conti nell'ambiente del traffico di stupefacenti, ma la testimonianza d'un amico di Ricci, Fabio Beltrano, che aveva accompagnato il pugile in via della Magliana ed era stato allontanato da De Negri con un pretesto, portò all'arresto del "Canaro" il 21 febbraio. L'uomo confessò senza mostrare alcun pentimento.
Nel procedimento per omicidio De Negri fu sottoposto a perizia psichiatrica, e ritenuto affetto da disturbo paranoide, con incapacità d'intendere e di volere per l'intossicazione acuta da cocaina, escludendone la pericolosità sociale. Il Canaro ottenne la libertà e uscì di prigione il 12 maggio 1989, suscitando grande clamore; una settimana dopo De Negri subì una nuova cattura con internamento in una struttura psichiatrica. Una nuova perizia durante il processo di primo grado, condotta dai professori Carrieri e Pazzagli, gli riconobbe un'incapacità parziale. De Negri riportò una condanna definitiva a ventiquattro anni di reclusione.

### Fatti
La ricostruzione del De Negri fu smentita dai riscontri oggettivi e dall'autopsia. Nella trasmissione televisiva La linea d'ombra Giovanni Arcudi, l'anatomopatologo che effettuò l'autopsia, dichiarò che tutte le amputazioni erano state effettuate post-mortem. La morte era dovuta a una decina di martellate che avevano provocato l’emorragia cerebrale e la morte nell'arco di quaranta minuti.
La perizia medico-legale dell'Arcudi stabilì che la maggior parte delle violenze furono solo ideate - nel delirio della droga e nel desiderio di vendetta - ma non realizzate. Tutto finì in poco più di mezz'ora e Ricci morì per le ferite alla testa. Nessuna tortura gli fu inflitta da vivo, nessuna cauterizzazione, nessuno shampoo fu mai usato e mai Ricci entrò nella gabbia, della quale non fu trovata traccia. L'assassino inoltre non s'assentò per andare a prendere la figlia, mandando invece sua cognata.
La rapina all'origine dei dissidi tra i due (realmente avvenuta) fu riletta, dimostrando, sulla base delle indagini dei Carabinieri, che non poteva essere nata da Ricci e che De Negri non aveva precedenti per quel reato, come risultava dal casellario, mentre ne aveva per altri piccoli reati. Fu poi rivalutato il possibile ruolo, come complice di De Negri nell'eliminazione del cadavere, di Fabio Beltrano, all'epoca mai sospettato. Le contraddizioni in tal senso furono numerose e portarono a ipotizzare il coinvolgimento di più persone nell'omicidio.

### Rilascio
Dopo aver scontato sedici anni, De Negri fu rilasciato prima del termine del periodo della pena, anche per effetto della buona condotta e della disponibilità verso detenuti extracomunitari e malati di AIDS. Libero ai primi d'ottobre 2005, tornò ad abitare con moglie e figlia, restando in affidamento ai servizi sociali e ottenendo un impiego da fattorino presso uno studio commerciale. Gli rimase l'obbligo d'osservanza di varie prescrizioni: soggiornare in casa dalle 21:00 alle 07:00, non frequentare pregiudicati, non frequentare luoghi di ritrovo, non lasciare la provincia di Roma senza autorizzazione. Appena ottenuta la liberazione rifiutò il confronto con la stampa, chiedendo d'essere dimenticato.

## Nella cultura di massa
Due film usciti nel 2018:
- Dogman di Matteo Garrone, selezionato in concorso al Festival di Cannes dello stesso anno e premiato per il miglior attore, Marcello Fonte. Si ispira liberamente al delitto del Canaro, anche se i personaggi hanno nomi diversi e la storia è ambientata nel 2017 e non nel 1988.[11]
- Rabbia furiosa - Er canaro di Sergio Stivaletti, presentato in anteprima al Fantafestival,[12][13] si ispira a sua volta al delitto del Canaro della Magliana, ambientandolo nel quartiere romano del Mandrione e chiamando i personaggi principali con nomi diversi.[14][15]